# Skvareava, Zolociv
Skvareava (în ucraineană Скварява) este localitatea de reședință a comunei Skvareava din raionul Zolociv, regiunea Liov, Ucraina.

## Demografie
Componența lingvistică a localității Skvareava
     Ucraineană (99,91%)
     Alte limbi (0,09%)
Conform recensământului din 2001, majoritatea populației localității Skvareava era vorbitoare de ucraineană (99,91%), existând în minoritate și vorbitori de alte limbi.